# 菱湖公园站
菱湖公园站位于中华人民共和国安徽省合肥市庐阳区丽水路与凌湖路交叉口地下，是合肥轨道交通5号线的地铁车站，工程站名丽水路站。于2022年12月26日开通。

## 车站结构
菱湖公园站位于丽水路西侧，凌湖路南侧，沿丽水路南北向布置，为地下两层单柱双跨岛式站台，站台宽度11m，设3个出入口（其中西南侧C出入口预留），2组风亭，1座冷却塔。

## 车站楼层
| B1 | 站厅                                     | 出入口、票务服务、自动售票机、人工服务台 |  |
| B2 |                                          | █ 5号线列车往贵阳路方向 （北五里井）     |  |
| B2 | 岛式站台                                 |                                          |  |
| B2 | █ 5号线列车往汲桥路方向 （六中菱湖校区） |                                          |  |